# Marokkos regioner
Marokko har siden 2015 været inddelt i 12 regioner, inklusiv Dakhla-Oued Ed-Dahab, som ligger helt i det omdiskuterede Vestsahara og to som delvist ligger der (Laâyoune-Sakia El Hamra og Guelmim-Oued Noun). Regionerne er inddelt i 75 underordnede præfekturer og provinser.
| Nr. på kort | Region                     | Hovedby     |
| ----------- | -------------------------- | ----------- |
| 1           | Tanger-Tetouan-Al Hoceima  | Tanger      |
| 2           | Oriental                   | Oujda       |
| 3           | Fès-Meknès                 | Fès         |
| 4           | Rabat-Salé-Kénitra         | Rabat       |
| 5           | Béni Mellal-Khénifra       | Béni Mellal |
| 6           | Casablanca-Settat          | Casablanca  |
| 7           | Marrakesh-Safi             | Marrakech   |
| 8           | Drâa-Tafilalet             | Errachidia  |
| 9           | Souss-Massa                | Agadir      |
| 10          | Guelmim-Oued Noun[A]       | Guelmim     |
| 11          | Laâyoune-Sakia El Hamra[A] | Laayoune    |
| 12          | Dakhla-Oued Ed-Dahab[A]    | Dakhla      |

A.^Ligger helt elle delvist i det omstridte Vestsahara.

## 1971 til 1997
Fra 1971 til 1997 var landet inddelt i seksten regioner, der var inddelt i 62 præfekturer og provinser.
| Kort nr. | Region                            | Hovedstad   |  |
| -------- | --------------------------------- | ----------- |  |
| 1        | Chaouia-Ouardigha                 | Settat      |  |
| 2        | Doukala-Abda                      | Safi        |  |
| 3        | Fès-Boulemane                     | Fès         |  |
| 4        | Gharb-Chrarda-Béni Hssen          | Kénitra     |  |
| 5        | Grand Casablanca                  | Casablanca  |  |
| 6        | Guelmim-Es-Smara*                 | Guelmim     |  |
| 7        | Laâyoune-Boujdour-Sakia El Hamra* | Al-Ayun     |  |
| 8        | Marrakech-Tensift-Al Haouz        | Marrakech   |  |
| 9        | Meknès-Tafilalet                  | Meknès      |  |
| 10       | Oriental                          | Oujda       |  |
| 11       | Oued Ed-Dahab-Lagouira*           | Dakhla      |  |
| 12       | Rabat-Salé-Zemmour-Zaēr           | Rabat       |  |
| 13       | Souss-Massa-Draâ                  | Agadir      |  |
| 14       | Tadla-Azilal                      | Béni Mellal |  |
| 15       | Tanger-Tétouan                    | Tangier     |  |
| 16       | Taza-Al Hoceïma-Taounate          | Al Hoceima  |  |

## Eksterne kilder og henvisninger
- Officielt websted Arkiveret 24. juli 2010 hos  Wayback Machine (franska)
- Statoids